# Caiçara Esporte Clube
O Caiçara Esporte Clube é um clube brasileiro de futebol, da cidade de Campo Maior, no Estado do Piauí. Foi fundado em 20 de janeiro de 1954. Porém, a Federação de Futebol do Piauí (FFP) reconhece o dia 27 de fevereiro de 1954 como o dia da fundação do Leão da Terra dos Carnaubais.

## História

### Fundação

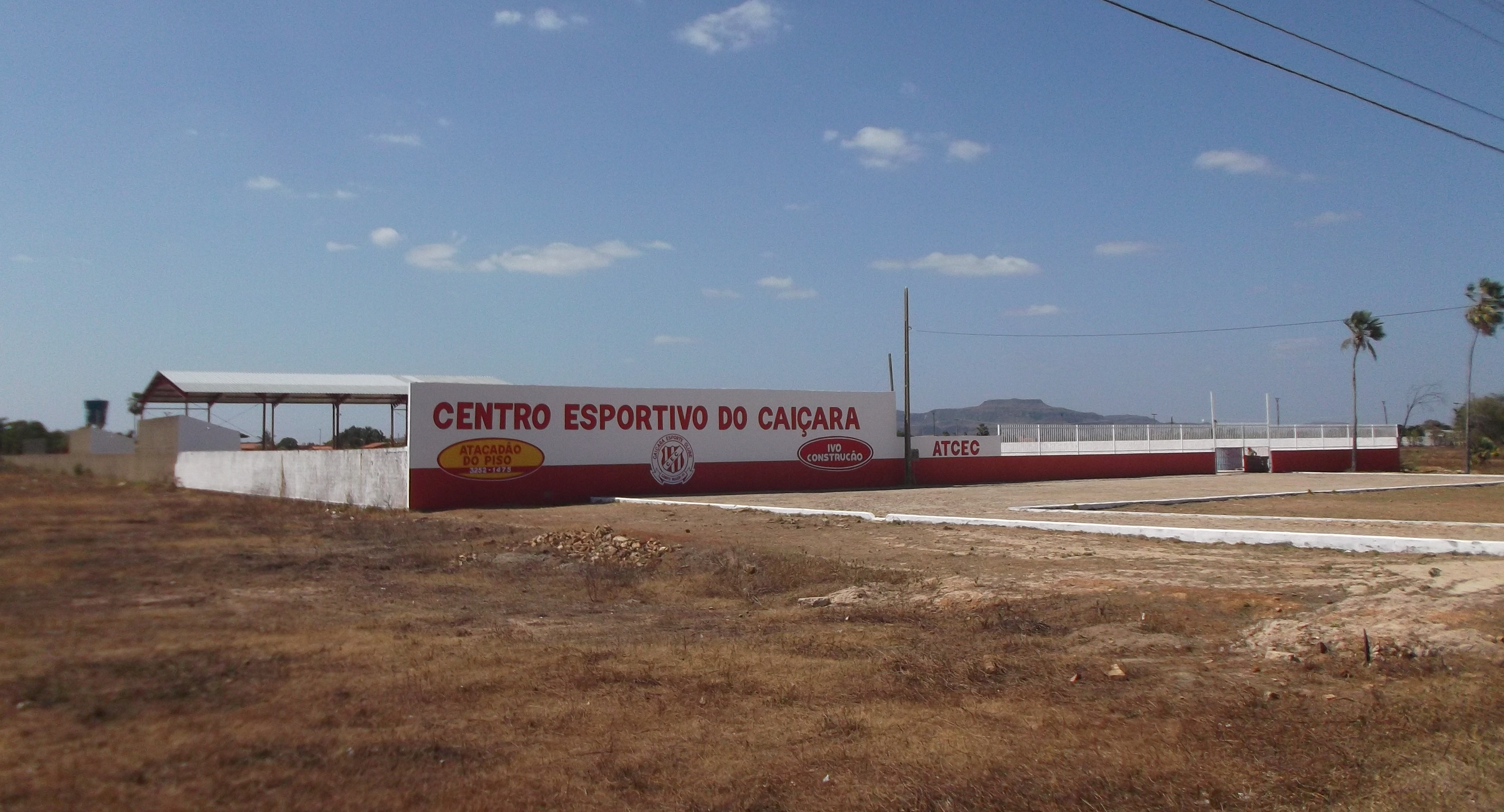
Centro esportivo do Caiçara

Na década de 50, a cidade de Campo Maior tinha sua economia bastante influenciada pelo contexto do fim da Segunda Guerra Mundial. A chamada Casa Inglesa, além de outros artefatos em geral, fazia o comércio regional e a exportação do produto local de maior valor comercial neste período: a cera de carnaúba. Por volta de março de 1952, instalou-se, em Campo Maior, a Casa Morais. Esta nova loja, que vendia produtos semelhantes e concorria de forma direta com a Casa Inglesa, acabou atraindo alguns trabalhadores insatisfeitos com as condições de trabalho da Casa Inglesa. Coincidência ou não, boa parte destes trabalhadores ou eram jogadores ou faziam pare da diretoria do maior time local da época, o Comercial Atlético Clube.[carece de fontes?]
Incentivados por Francisco José de Caracas - gerente da Casa Morais - estes homens resolveram fundar outro time de futebol para a cidade. Nomes como os de Fernando Vilhena, Chico Barros, Ângelo Matos, Zé Meleira, José Epifânio de Souza (Zeca) e Wilson de Araquém, Raimundo Estacial entraram para a história da fundação do Caiçara Esporte Clube como componentes da 1º Diretoria do recém criado time. A sugestão do nome "Caiçara" partiu de Fernando Vilhena, e logo teve boa aceitação entre os diretores e primeiros simpatizantes da ideia.[carece de fontes?]
A data oficial da fundação do Caiçara Esporte Clube data do dia 27 de fevereiro de 1954. Alguns fatos curiosos marcam a sua fundação, como a saída espontânea de muitos jogadores do Comercial para jogar no Caiçara. Entre os nomes, estão os de Zé Costa, Pires, Murilo, Perciliano, Mucura e Pé-de-pato.[carece de fontes?]
Por muito tempo o Caiçara tinha suas despesas custeadas pela Casa Morais, através de um esforço pessoal de Francisco Caracas. A estreia do Caiçara foi contra o Comercial, numa partida que resultou num placar de 5 a 2 para o Comercial.[carece de fontes?]
Após alguns jogos do time, o Caiçara já apresentava uma numerosa torcida que baseada na garra e perseverança observadas no time, logo batizou-se de "O Leão da Terra dos Carnaubais".

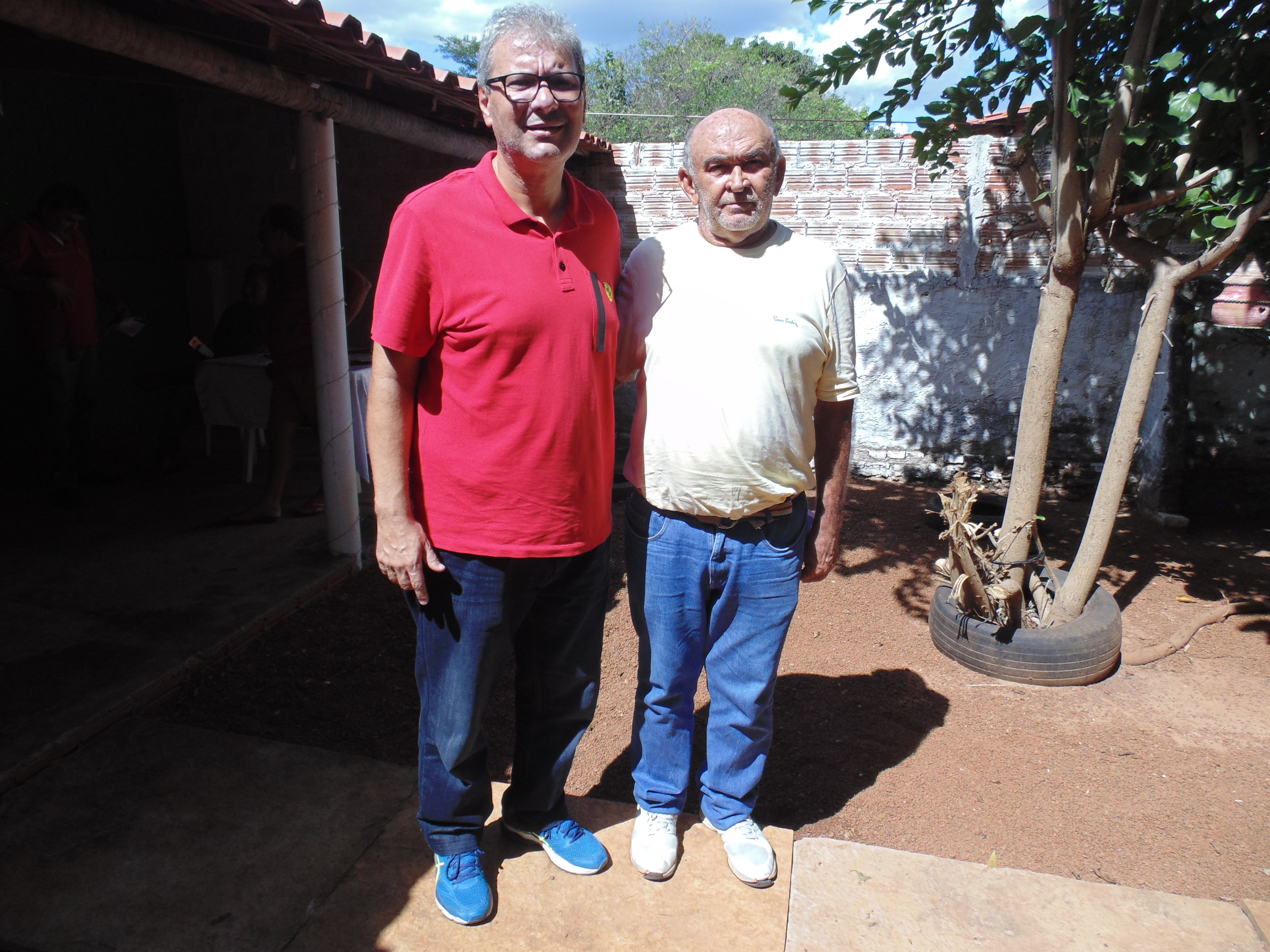
Luis Miguel (à esquerda), técnico do Caiçara, e Francisco Ispo (à direita), presidente.

Em 2021, após um hiato de 5 anos em competições profissionais da Federação de Futebol do Piauí (FFP), o Caiçara participou do Campeonato Piauiense de Futebol Profissional da Série B, onde não conseguiu o acesso à primeira divisão em 2022. Para a competição, o alvirrubro contratou o técnico português Luis Miguel, que tem em seu currículo 4 acessos à primeira divisão em estaduais, e estava comandando o Itapipoca na Série B do Cearense 2021.

## Títulos
| Estaduais | Estaduais                              | Estaduais | Estaduais  |
|           | Competição                             | Títulos   | Temporadas |
| --------- | -------------------------------------- | --------- | ---------- |
|           | Campeonato Piauiense - Segunda Divisão | 1         | 1963       |

### Campanhas de destaque
- Vice-Campeonato Piauiense: 3 vezes (1963, 1990 e 1995).
- Vice-Campeonato Piauiense 2ª Divisão: 2007

### Outras conquistas
- Copa do Bicentenário de Campo Maior: 1960.
- Torneio Jornalista Irineu Oliveira: 1993.

## Rivalidade
O principal rival do Caiçara é o Comercial, com quem disputa o Derby de Campo Maior.